# 江岛大佑
江岛大佑（日语：／ Ejima Daisuke，1986年1月13日—），日本男子游泳运动员。他曾代表日本参加2004年、2008年和2012年夏季残疾人奥林匹克运动会游泳比赛，其中2004年夏季残奥会获得一枚银牌。